# Yao Yilin
Yao Yilin (en chinois : 姚依林) né le 6 septembre 1917 à Hong Kong et mort le 11 décembre 1994 à Pékin est un homme politique chinois. Il a été vice-Premier ministre de la république populaire de Chine de 1983 à 1988 puis a été le premier vice-Premier ministre de 1988 à 1993.

## Biographie
Il rejoint le Parti communiste chinois en 1935. Durant la guerre sino-japonaise, il devient vice-directeur du bureau des finances de la zone contrôlée par les communistes. En 1979, il devient membre du Conseil des affaires de l'État. En 1987, il est élu membre du Comité permanent du bureau politique puis devient ensuite vice-Premier ministre.
Il est le porte parole de Chen Yun, un des proches de Deng Xiaoping. En tant que membre du comité permanent, il vote en faveur de l'intervention militaire lors des manifestations de la place Tian'anmen avec Li Peng.

## Famille
Yao et son épouse Hong Shouzi a eu trois enfants, deux filles Mingshan Yao et Yao Mingduan et un fils Yao Qing. Le mari de yao Mingshan est Wang Qishan.